# Konrad Rytel
Konrad Szymon Rytel (ur. 13 stycznia 1950) – polski inżynier i samorządowiec, starosta wołomiński I i II kadencji, prezes Mazowieckiej Wspólnoty Samorządowej.

## Życiorys
Z wykształcenia inżynier budownictwa lądowego. Absolwent Wydziału Inżynierii Lądowej Politechniki Warszawskiej. W latach 1981–1986 był naczelnym inżynierem oraz kierował przedsiębiorstwem inżynieryjno-drogowym. Nadzorował roboty m.in. na budowie Centralnej Magistrali Kolejowej, Linii Hutniczo-Siarkowej i warszawskiego metra. Od 1980 członek NSZZ „Solidarność”, a także członek Akcji Katolickiej. Działacz społeczny, zaangażowany w inicjatywy na rzecz ochrony miejsc pamięci i upamiętniania bohaterów narodowych.
Od 1990 związany z samorządem lokalnym. Był radnym Wołomina (1990–1998). W wyborach w 1997 (z listy AWS) i w 2001 (z ramienia AWSP) bezskutecznie kandydował do Sejmu (w 2001 odmówił objęcia zwolnionego przez Jadwigę Zakrzewską mandatu posła III kadencji). W 1998 i 2002 wybierany na radnego powiatu wołomińskiego I i II kadencji, w latach 1999–2006 pełnił funkcję starosty.
Objął funkcję prezesa Mazowieckiej Wspólnoty Samorządowej, regionalnego ugrupowania samorządowego. W 2010 powrócił do rady powiatu wołomińskiego. W 2011 został powołany na wicestarostę, a w 2015 objął stanowisko wiceburmistrza Piastowa.
W 2018 jako kandydat Bezpartyjnych Samorządowców uzyskał mandat radnego sejmiku mazowieckiego VI kadencji. W 2019 kandydował z ramienia tego ugrupowania (w ramach KWW Koalicja Bezpartyjni i Samorządowcy) do Sejmu. W międzyczasie był jednym z liderów ruchu Polska Fair Play. W 2020 jego MWS współtworzyła Ogólnopolską Federację „Bezpartyjni i Samorządowcy”, w której objął funkcję skarbnika. W 2024 utrzymał mandat radnego sejmiku na okres VII kadencji.

## Odznaczenia
W 2025 otrzymał Krzyż Kawalerski Orderu Odrodzenia Polski. Odznaczony również Srebrnym (1995) i Złotym (2000) Krzyżem Zasługi. Laureat wyróżnienia „Anioł Stróż Ziemi Wołomińskiej”, Kombatanckiego Krzyża Zasługi oraz Nagrody im. Grzegorza Palki.